# Caecum delicatulum
Caecum delicatulum is een slakkensoort uit de familie van de Caecidae. De wetenschappelijke naam van de soort is voor het eerst geldig gepubliceerd in 1900 door Verrill & Bush.